# Szkolny poradnik przetrwania
Szkolny poradnik przetrwania (ang. Ned’s Declassified School Survival Guide, czasami skrócone do Ned’s Declassified, 2004-2007) – amerykański serial komediowy dla młodzieży stworzony przez Scotta Fellowsa oraz wyprodukowany przez Jack Mackie Pictures, Apollo ProMovie i Nickelodeon Productions.
Premiera serialu odbyła się w Stanach Zjednoczonych 12 września 2004 na amerykańskim Nickelodeon w niedzielnym wieczornym bloku TEENick. Ostatni odcinek serialu został wyemitowany 8 czerwca 2007. W Polsce serial zadebiutował 15 sierpnia 2016 na antenie Nickelodeon Polska.

## Opis fabuły
Serial opisuje perypetie ucznia siódmej klasy – Neda Bigby’ego (Devon Werkheiser), który chce nie tylko przetrwać szkołę, ale także jak najlepiej się w niej bawić. Chłopiec postanawia stworzyć poradnik przetrwania, aby pokazać innym uczniom jak przetrwać kolejne dni w szkole. Ned może liczyć na pomoc dwóch przyjaciół – Simona „Cookie” Nelson-Cooka (Daniel Curtis Lee) i Jennifer „Moze” Mosely (Lindsey Shaw).

## Bohaterowie
- Ned Bigby (Devon Werkheiser) – główny bohater serialu, uczeń siódmej klasy, który stworzył szkolny poradnik przetrwania. Jest inteligentny, ale i również bardzo leniwy. Ma dwóch przyjaciół – Simona „Cookiego” i Jennifer „Moze”.
- Simon „Cookie” Nelson-Cook (Daniel Curtis Lee) – najlepszy przyjaciel Neda. Jest cybernetycznym kujonem i często wykorzystuje swoją wiedzę o technologii, aby pomóc sobie i swoim przyjaciołom.
- Jennifer „Moze” Mosely (Lindsey Shaw) – najlepsza przyjaciółka Neda i Simona „Cookiego”.
- Gordon „Gordy” (Daran Norris) – czterdziestoletni woźny, który nigdy nie robi ze swoją pracą. Ma obsesję na punkcie złapania łasicy, która mieszka w szkole. Często pomaga Nedowi, Simonowi „Cookiemu” i Jennifer „Moze” w szalonych działaniach. Studiował prawo.
- pan Monroe (Jim J. Bullock) – nauczyciel nauki o życiu.

## Wersja polska
Wersja polska: na zlecenie Nickelodeon Polska

Reżyseria: Andrzej Chudy

Nadzór merytoryczny: Katarzyna Dryńska

Udział wzięli:
- Igor Borecki – Ned Bigby
- Natalia Jankiewicz – Jennifer „Moze” Mosely
- Olaf Marchwicki – Simon „Cookie” Nelson-Cook
- Bartosz Martyna – Pan Monroe
- Robert Jarociński – Gordy
- Miłosz Konkel – Billy Loomer
- Andrzej Chudy –
  - pan Chopsaw,
  - wizytator (odc. 26)
- Marta Dylewska – Suzie Crabgrass
- Marta Dobecka –
  - Lisa Zemo,
  - Wanda (odc. 11),
  - dr Xavier (odc. 17, 21, 25),
  - Julia (odc. 21),
  - Tracy Oboe (odc. 24)
- Barbara Garstka – Missy Meany
- Robert Tondera –
  - Van Earl Wright (odc. 1, 6, 10, 19),
  - nauczyciel (odc. 3),
  - Abe Lincoln (odc. 12, 18)
- Maksymilian Bogumił –
  - Willie Gault (odc. 1, 6, 10, 19),
  - Benedict Arnold (odc. 12, 18),
  - Jack Sprat (odc. 22)
- Bożena Furczyk – trener Joy Dirga
- Magdalena Wasylik –
  - Claire Sawyer,
  - Maj (odc. 21)
- Aleksander Mikołajczak – pan Sweeney (odc. 1-13)
- Beniamin Lewandowski –
  - Timmy Toot-Toot,
  - raper (odc. 13),
  - Albert Wormenheimer (odc. 17, 20-24)
- Anna Apostolakis –
  - pielęgniarka Hunsucker (odc. 2, 6, 12, 14-15, 21),
  - nauczycielka angielskiego (odc. 22),
  - babcia Wanessy (odc. 26)
- Jakub Wieczorek –
  - pan Wright,
  - trener Stax (odc. 11)
- Filip Rogowski –
  - Kokosowy Łeb (odc. 3-12),
  - Jerry Crony (odc. 14, 16, 19, 21, 24-25, 27-28)
- Katarzyna Kozak – bufetowa (odc. 3-4, 7, 11-12, 14-15, 20)
- Lidia Sadowa – pani Morrison (odc. 3)
- Aleksandra Radwan –
  - pani Enstile (odc. 3-4, 12),
  - pracowniczka zoo (odc. 5),
  - Wanessa (odc. 26)
- Kamil Pruban –
  - pan Dren (odc. 3),
  - Matt Hoffman (odc. 21)
- Julia Kunikowska –
  - Doris Trembly,
  - Martika (odc. 5)
- Maksymilian Michasiów –
  - fotograf (odc. 7),
  - kierowca autobusu (odc. 13),
  - Jack Goldman (odc. 20),
  - Nigel (odc. 22, 25),
  - Nelson Kaczorowski (odc. 24),
  - tajemniczy chłopak (odc. 27)
- Krzysztof Szczepaniak – Cosmo (odc. 11)
- Maja Kwiatkowska –
  - Bitsy Johnson,
  - Jennifer Tu (odc. 13)
- Bernard Lewandowski – Kokosowy Łeb (odc. 14-15, 17-19, 23-24, 26-27)
- Janusz Zadura – pan Sweeney (odc. 14-27)
- Tomasz Borkowski – pan Dren (odc. 17)
- Janusz Wituch – wicedyrektor Harvey Grubbs (odc. 18, 20-22, 24, 26-28)
- Zuzanna Galia –
  - Czerwiec (odc. 21),
  - Bernice (odc. 22)
- Wojciech Chorąży –
  - sędzia (odc. 21),
  - pan Weiner (odc. 22)
- Elżbieta Kopocińska – Stacy Oboe (odc. 24)

i inni
Piosenkę tytułową śpiewał: Janusz Kruciński

## Spis odcinków
| Seria | Odcinki | Premiera serii      | Finał serii    | Premiera serii   | Finał serii       |
| ----- | ------- | ------------------- | -------------- | ---------------- | ----------------- |
| 1     | 13      | 12 września 2004    | 19 lutego 2005 | 15 sierpnia 2016 | 31 sierpnia 2016  |
| 2     | 20      | 1 października 2005 | 3 czerwca 2006 | 3 kwietnia 2017  | 27 listopada 2017 |
| 3     | 21      | 24 września 2006    | 8 czerwca 2007 | Wiosna 2018      | 2018              |

### Seria 1 (2004-2005)
| Nr | Tytuł                        | Tytuł polski                     | Premiera             | Premiera w Polsce |
| -- | ---------------------------- | -------------------------------- | -------------------- | ----------------- |
| 1  | The First Day / Lockers      | Pierwszy dzień w szkole / Szafki | 12 września 2004     | 15 sierpnia 2016  |
| 2  | Bathrooms / Project Partners | Toalety / Partner projektu       | 19 września 2004     | 16 sierpnia 2016  |
| 3  | Detentions / Teachers        | Paka / Nauczyciele               | 26 września 2004     | 17 sierpnia 2016  |
| 4  | Seating / Tryouts            | Miejsca / Testy sportowe         | 3 października 2004  | 18 sierpnia 2016  |
| 5  | Crushes / Dances             | Zakochania / Tańce               | 10 października 2004 | 19 sierpnia 2016  |
| 6  | Sick Days / Spelling Bees    | Choroba / Konkurs literowania    | 17 października 2004 | 22 sierpnia 2016  |
| 7  | Rumors / Photo Day           | Plotki / Zdjęcia                 | 7 listopada 2004     | 23 sierpnia 2016  |
| 8  | Talent Shows / Elections     | Konkurs talentów / Wybory        | 28 listopada 2004    | 24 sierpnia 2016  |
| 9  | Computer Labs / Backpaks     | Pracownia komputerowa / Plecaki  | 2 stycznia 2005      | 25 sierpnia 2016  |
| 10 | Notes / Best Friends         | Liściki / Przyjaciele            | 9 stycznia 2005      | 26 sierpnia 2016  |
| 11 | Daydreaming / Gym            | Marzenia / WF                    | 5 lutego 2005        | 29 sierpnia 2016  |
| 12 | Cheaters / Bulliers          | Ściąganie / Mięśniaki            | 12 lutego 2005       | 30 sierpnia 2016  |
| 13 | Emergency Drills / Late Bus  | Próbny alarm / Opóźniony autobus | 19 lutego 2005       | 31 sierpnia 2016  |

### Seria 2 (2005-2006)
| Nr | Tytuł                                     | Tytuł polski                            | Premiera             | Premiera w Polsce    |
| -- | ----------------------------------------- | --------------------------------------- | -------------------- | -------------------- |
| 14 | New Semester / Electives                  | Nowy semestr / Fakultety                | 1 października 2005  | 3 kwietnia 2017      |
| 15 | Pep Rallies / Lunch                       | Spotkania motywacyjne / Lunch           | 8 października 2005  | 4 kwietnia 2017      |
| 16 | School Clubs / Video Projects             | Zajęcia pozalekcyjne / Projekty wideo   | 15 października 2005 | 5 kwietnia 2017      |
| 17 | Notebooks / Math                          | Zeszyty / Matematyka                    | 22 października 2005 | 6 kwietnia 2017      |
| 18 | Vice Principals / Mondays                 | Wicedyrektor / Poniedziałki             | 5 listopada 2005     | 10 kwietnia 2017     |
| 19 | Your Body / Procrastination               | Ciało / Odkładanie                      | 12 listopada 2005    | 11 kwietnia 2017     |
| 20 | Gross Biology Dissection / Upper Classmen | Sekcja żaby / Ósmoklasiści              | 19 listopada 2005    | 12 kwietnia 2017     |
| 21 | Dares / Bad Habits                        | Wyzwania / Nawyki                       | 14 stycznia 2006     | 13 kwietnia 2017     |
| 22 | Substitute Teachers / The New Kid         | Zastępstwa / Nowy uczeń                 | 21 stycznia 2006     | 14 kwietnia 2017     |
| 23 | Valentine’s Day / School Websites         | Walentynki / Szkolna strona internetowa | 11 lutego 2006       | 7 kwietnia 2017      |
| 24 | Shyness / Nicknames                       | Nieśmiałość / Ksywki                    | 25 lutego 2006       | 25 września 2017     |
| 25 | Asking Someone Out / Recycling            | Zapraszanie na randkę / Recykling       | 4 marca 2006         | 2 października 2017  |
| 26 | April Fools Day / Excues                  | Prima Aprilis / Wymówki                 | 25 marca 2006        | 23 października 2017 |
| 27 | Secrets / School Car Wash                 | Sekrety / Szkolna myjnia                | 8 kwietnia 2006      | 16 października 2017 |
| 28 | Spirit Week / Clothes                     | Tydzień radości / Ubrania               | 15 kwietnia 2006     | 9 października 2017  |
| 29 | Yearbook / Career Week                    | Księga pamiątkowa / Tydzień kariery     | 15 kwietnia 2006     | 6 listopada 2017     |
| 30 | Music Class / Class Clown                 | Lekcja muzyki / Klaun klasowy           | 6 maja 2006          | 4 listopada 2017     |
| 31 | Failing / Tutors                          | Złe oceny / Tutor                       | 13 maja 2006         | 11 listopada 2017    |
| 32 | Science Fair / Study Hall                 | Piknik naukowy / Wolne zajęcia          | 20 maja 2006         | 30 października 2017 |
| 33 | Double Dating / The Last Day              | Podwójna randka / Ostatni dzień         | 3 czerwca 2006       | 27 listopada 2017    |